# Invasieve behandelmethode
Onder een invasieve behandelmethode wordt in de geneeskunde en in andere onderzoeks- en behandelgebieden een methode verstaan waarbij men met apparatuur of anderszins in het te behandelen of te onderzoeken lichaam of voorwerp binnendringt. Het woord invasief komt van het Latijnse invadere voor binnendringen. Operaties zijn er een voorbeeld van. Non-invasief of niet-invasief noemt men methodes waarbij men niet hoeft binnen te dringen. Een tussenvorm is de zogenaamde minimaal-invasieve chirurgie, waarbij met kleine incisies kan worden volstaan.